# Melicerita temaukeli
Melicerita temaukeli är en mossdjursart som beskrevs av Moyano 1997. Melicerita temaukeli ingår i släktet Melicerita och familjen Cellariidae. Inga underarter finns listade i Catalogue of Life.